# ويمبلي بارك (محطة مترو أنفاق لندن)
ويمبلي بارك (بالإنجليزية: Wembley Park)‏ هي إحدى محطات مترو أنفاق لندن. تقع على خط ميتروبوليتان وجوبيلي أفتتحت في المنطقة (Zone) رقم 4 أفتتحت في 12 مايو 1894.